# Oracle WebLogic Server
Oracle WebLogic Server è un application server Java EE software rilasciato da Oracle Corporation. Inizialmente il software è stato sviluppato dalla BEA Systems poi acquisita da Oracle nel 2008.

## Versioni
- WebLogic Server 14c (14.1.1) - 30 marzo 2020[1]
- WebLogic Server 12cR2 (12.2.1.4) - 27 settembre 2019[2][3]

- WebLogic Server 12cR2 (12.2.1.3) - Agosto 2017[4][5]
- WebLogic Server 12cR2 (12.2.1.2) - Ottobre 2016[6]
- WebLogic Server 12cR2 (12.2.1.1) - Giugno 2016[7]
- WebLogic Server 12cR2 (12.2.1) - 26 ottobre 2015[8]
- WebLogic Server 12cR1 (12.1.3) - 26 giugno 2014[9]
- WebLogic Server 12cR1 (12.1.2) - 11 luglio 2013[10]
- WebLogic Server 12cR1 (12.1.1) - prima release: 1º dicembre 2011[11] - una nuova release con stessa versione ma con diverse patch incluse (tra cui quelle per la compatibilità con la JDK 7) è stata poi pubblicata il 15 marzo 2012[12][13]
- WebLogic Server 11gR1 (10.3.6)[14] - Incluso nella suite Fusion Middleware 11.1.1.6.0[15]
- WebLogic Server 11gR1 (10.3.5) - 16 maggio 2011 - Incluso nelle suite Fusion Middleware 11.1.1.5.0 e 11.1.1.6.0[15]
- WebLogic Server 11gR1 PS3 (10.3.4) - 15 gennaio 2011 - Incluso nelle suite Fusion Middleware 11.1.1.4.0[15]
- WebLogic Server 11gR1 PS2 (10.3.3) - aprile 2010 - Incluso nelle suite Fusion Middleware 11.1.1.3.0[15]
- WebLogic Server 11gR1 PS1 (10.3.2) - novembre 2009 - Incluso nelle suite Fusion Middleware 11.1.1.2.0[15]
- WebLogic Server 11g (10.3.1) - luglio 2009 - Incluso nelle suite Fusion Middleware 11.1.1.1.0[15]
- WebLogic Server 10.3 - agosto 2008 - Marchiato WebLogic Server 10g R3 in seguito all'acquisizione di BEA Systems da parte di Oracle Corporation[16]
- WebLogic Server 10.0 - marzo 2007[17]
- WebLogic Server 9.2
- WebLogic Server 9.1
- WebLogic Server 9.0 - novembre 2006[18]
- WebLogic Server 8.1 - luglio 2003[18]
- WebLogic Server 7.0 - giugno 2002[19]
- WebLogic Server 6.1
- WebLogic Server 6.0 - data file marzo 2001 su un vecchio CD[20]
- WebLogic Server 5.1 (nome in codice: Denali) Prima versione con supporto del deploy a caldo (via command line)
- WebLogic Server 4.0
- WebLogic Tengah 3.1 - giugno 1998[21]
- WebLogic Tengah 3.0.1 - marzo 1998[22]
- WebLogic Tengah 3.0 - gennaio 1998[23]
- WebLogic Tengah - novembre 1997[24]

## Capacità
Oracle WebLogic Server fa parte del portafoglio Oracle Fusion Middleware e supporta Oracle, DB2, Microsoft SQL Server, MySQL Enterprise e altri database compatibili con JDBC. Oracle WebLogic Platform include anche:
- In precedenza, JRockit, una JVM personalizzata (interrotta con alcuni componenti fusi in HotSpot/OpenJDK dopo l'acquisizione di Sun[25])
- Portale che include Commerce Server e Personalization Server
- Integrazione WebLogic
- WebLogic Workshop, un IDE Eclipse per Java , SOA e Rich Internet Applications

WebLogic Server include l'interoperabilità .NET e supporta le seguenti funzionalità di integrazione native:
- Connettività CORBA
- Connettività COM +
- Connettività IBM WebSphere MQ
- Architettura del connettore Java EE
- Messaggistica JMS nativa di livello aziendale
- Connettore WebLogic/Tuxedo

Oracle WebLogic Server Process Edition include anche funzionalità di Business Process Management e Data Mapping. WebLogic supporta le politiche di sicurezza gestite dagli amministratori della sicurezza. Il modello di sicurezza di Oracle WebLogic Server include:
- logica aziendale dell'applicazione separata dal codice di sicurezza
- ambito completo della copertura di sicurezza per tutti i componenti Java EE e non Java EE

## Componenti
A partire dal 2010, Oracle Corporation considera i seguenti prodotti come "componenti principali" di Oracle WebLogic Server: 
- Messaggistica Enterprise Grid
- JMS Messaging Standard
- JRockit
- Oracle Coherence , caching in memoria dei dati utilizzati di frequente su più server
- Oracle TopLink
- Servizi Web di Oracle WebLogic Server
- Smoking

## Standard aperti supportati
- BPEL e BPEL-J
- ebXML
- JAAS
- Java EE 1.3, 1.4, 5, 6, 7
- JPA 1.0, 2.0, 2.1
- JMX e SNMP
- Supporto nativo per:
  - SOAP
  - UDDI
  - WSDL
  - WSRP
  - WS-Security
- XSLT e XQuery

## Supporto degli standard per versione
La tabella seguente elenca i principali standard supportati dalla versione del prodotto WebLogic Server.
| Standard | WLS 6.1   | WLS 7.0   | WLS 8.1 | WLS 9.0 | WLS 10.0 | WLS 10gR3 | WLS 11gR1             | WLS 12cR1             | WLS 12cR2 | WLS 14c  |
| -------- | --------- | --------- | ------- | ------- | -------- | --------- | --------------------- | --------------------- | --------- | -------- |
| Java     | 1.3       | 1.3       | 1.4     | 5       | 5        | 6         | 6 (7 solo per 10.3.6) | 7 (8 solo per 12.1.3) | 8         | 11 (e 8) |
| Java EE  | 1.3       | 1.3       | 1.3     | 1.4     | 5        | 5         | 5                     | 6                     | 7         | 8        |
| Servlet  | 2.2 e 2.3 | 2.2 e 2.3 | 2.3     | 2.4     | 2.5      | 2.5       | 2.5                   | 3.0                   | 3.1       | 4.0      |
| JSF      | -         | -         | -       | -       | -        | 1.2 e 2.0 | 2.0                   | 2.1                   | 2.2       | 2.3      |
| JSP      | 1.2       | 1.2       | 1.2     | 2.0     | 2.1      | 2.1       | 2.1                   | 2.2                   | 2.3       | 2.3      |
| EJB      | 1.1 e 2.0 | 2.0       | 2.0     | 2.1     | 3.0      | 3.0       | 3.0                   | 3.1                   | 3.2       | 3.2      |
| JDBC     | 2.0       | 2.0       | 2.0     | 3.0     | 3.0      | 3.0       | 4.0                   | 4.0                   | 4.0       | 4.3      |
| JPA      | ?         | ?         | ?       | ?       | ?        | ?         | 1.0 e 2.0             | 2.1                   | 2.1       | 2.2      |

WebLogic Server 10.3 (dalla versione 10.3.4 / PS3 in poi) supporta alcune librerie Java EE 6.